# Axel Norling
Karl Axel Patrik Norling  (* 16. April 1884 in Stockholm; † 7. Mai 1964 ebenda) war ein schwedischer Sportler. Als solcher wurde er mehrmals Olympiasieger.

## Leben
Norling nahm 1908 in London erstmals an den Olympischen Sommerspielen teil und trat dort im Mannschaftsmehrkampf, einem der beiden Wettkämpfe im Geräteturnen, an. Mit der schwedischen Mannschaft, der auch sein Bruder Daniel Norling angehörte, gewann er die Goldmedaille. Vier Jahre später in Stockholm trat Norling, wie auch sein Bruder, erneut im Geräteturnen an und gewann mit der schwedischen Mannschaft die Goldmedaille im Wettkampf „Schwedisches System“.
Des Weiteren nahm er 1906 an den Olympischen Zwischenspielen in Athen teil und gewann mit der schwedischen Mannschaft die Bronzemedaille im Tauziehen. Im Turmspringen erreichte er Platz 16.